# Violència feixista al País Valencià
La violència feixista al País Valencià també anomenada violència política al País Valencià és un conjunt de fets delictius que es donen al País Valencià per part de grups feixistes i d'ultradreta contra col·lectius valencianistes, immigrants o defensors dels drets dels homosexuals des de la Transició. El País Valencià és, segons l'informe RAXEN del Ministeri de Treball i Immigració, la comunitat autònoma de l'Estat Espanyol on més incidents i fets racistes, xenòfobs, antisemites i homòfobs es produeixen. Segons media.cat, aquest és un dels dotze temes sobre els quals hi hagué silenci mediàtic el 2010.
També ha estat anomenada violència blavera a causa dels vincles entre organitzacions violentes blaveres com el Grup d'Acció Valencianista amb organitzacions d'extrema dreta, i pel fet que col·lectius com els nacionalistes valencians són víctima habitual dels atacs d'ambdós col·lectius, fent de vegades difícil el destriar unes accions d'altres. En qualsevol cas la Violència Feixista al País Valencià abasteix un concepte més ampli que la persecució que alguns grups violents han exercit contra sectors del nacionalisme valencià des de la batalla de València.

## Els fets
En les actuacions de l'extrema dreta destaquen molts atacs contra seus d'entitats culturals i polítiques, amenaces i agressions. Aquests actes tenen el seu punt culminant en els assassinats de Miquel Grau
i Guillem Agulló. Els fets se centren sobretot a la zona de València i els seus voltants, amb especial incidència a la ciutat de València i les comarques de l'Horta de València i la Safor. En alguns casos s'ha pogut trobar relació directa dels fets amb entitats blaveres com el Grup d'Acció Valencianista. Cal tenir en compte que, si bé el Grup d'Acció Valencianista ha estat condemnat culpable per fets violents en comptades ocasions, sí que ha legitimat i fet apologia d'actes violents en els quals no s'ha pogut provar la seua participació, com els atacs personals a l'alcalde socialista de la Ciutat de València Ricard Pérez Casado o la bomba a casa del filòleg Manuel Sanchis Guarner que ocorregueren en la Transició, en el capítol conegut com a batalla de València.

## Denúncies de les víctimes
Aquestos fets i la seva impunitat han estat denunciats en nombroses ocasions pels col·lectius afectats. El 2010 es creà la Plataforma Acció popular contra la impunitat, formada entre d'altres per entitats com Movimiento Contra la Intolerancia, ACPV, Iniciativa del Poble Valencià, Esquerra Unida del País Valencià, Bloc Nacionalista Valencià, Esquerra Republicana del País Valencià, Escola Valenciana, SOS Racisme i l'ajuntament de Burjassot.
El 14 d'abril del 2010, el tema fou dut a la Comissió d'Interior del Congrés dels Diputats per ERC i CiU. Les preguntes foren formulades per Mercè Pigem (CiU) i Joan Ridao (ERC) i foren respostes pel secretari d'estat d'Interior, Antonio Camacho.